# TT24
| i | mn · n | nb |

| i | mn · n | nb |

TT24 (Theban Tomb 24) è la sigla che identifica una delle Tombe dei Nobili ubicate nell’area della cosiddetta Necropoli Tebana, sulla sponda occidentale del Nilo dinanzi alla città di Luxor, in Egitto. Destinata a sepolture di nobili e funzionari connessi alle case regnanti, specie del Nuovo Regno, l'area venne sfruttata, come necropoli, fin dall'Antico Regno e, successivamente, sino al periodo Saitico (con la XXVI dinastia) e Tolemaico.

## Titolare
TT24 Era la tomba di:
| Titolare | Titolo                                  | Necropoli       | Dinastia/Periodo              | Note                                        |
| -------- | --------------------------------------- | --------------- | ----------------------------- | ------------------------------------------- |
| Nebamun  | Amministratore della sposa reale Nebt-u | Dra Abu el-Naga | XVIII dinastia (Thutmosi III) | collina settentrionale, adiacente alla TT20 |

## Biografia
Figlio di Tetires e di Ipu, Nebamon fu amministratore di Nebt-u, sposa reale del faraone Thutmosi III; sua moglie si chiamava Resti.

## La tomba
L'accesso alla TT24 si trova in una corte ed è preceduto, sulla sinistra, da una falsa porta. Planimetricamente, si presenta come una sala oblunga, trapezoidale, sulle cui pareti il defunto e la moglie, accompagnati dai figli, offrono libagioni agli dei; in altre scene, i figli offrono libagioni ai genitori. Scene del trasporto funebre alla presenza della dea dell'Occidente (Hathor), con il sarcofago trainato da buoi; sono inoltre rappresentati il pellegrinaggio ad Abido, scene agresti con maiali e buoi che calpestano il grano e uomini che trasportano lino. Altri dipinti parietali rappresentano, in un registro superiore i coniugi a banchetto, in quello inferiore sei gruppi di lottatori. La parete più lunga è quasi interamente ricoperta di scene di vita familiare, con il defunto, sua moglie e i figli a caccia e a pesca, oppure a banchetto mentre assistono ad un concerto di arpiste e liutiste. In altre scene, il defunto in adorazione di Anubi e Osiride, nonché testi tra cui un "indirizzo ai viventi"

### Annotazioni
1. ↑  La prima numerazione delle tombe, dalla numero 1 alla 253, risale al 1913 con l’edizione del "Topographical Catalogue of the Private Tombs of Thebes" di Alan Gardiner e Arthur Weigall. Le tombe erano numerate in ordine di scoperta e non geografico; ugualmente in ordine cronologico di scoperta sono le tombe dalla 253 in poi.
2. ↑  I campi della Duat, ovvero l'aldilà egizio, si trovavano, secondo le credenze, proprio sulla riva occidentale del grande fiume.
3. ↑  Nella sua epoca di utilizzo, l'area era nota come "Quella di fronte al suo Signore" (con riferimento alla riva orientale, dove si trovavano le strutture dei Palazzi di residenza dei re e i templi dei principali dei) o, più semplicemente, "Occidente di Tebe".
4. ↑  le Tombe dei Nobili, benché raggruppate in un'unica area, sono di fatto distribuite su più necropoli distinte.
5. ↑  Le note, sovente di inquadramento topografico della tomba, sono tratte dal "Topographical Catalogue" di Gardiner e Weigall, ed. 1913 e fanno perciò riferimento alla situazione dell'epoca.

### Fonti
1. 1 2  Porter e Moss 1927,  pp. 41-42.
2. ↑  Gardiner e Weigall 1913.
3. ↑  Donadoni 1999,  p. 115.
4. ↑  Gardiner e Weigall 1913,  pp. 18-19.
5. ↑  Porter e Moss 1927,  p. 41.